# بوجي (سلطانية)
بوجي (بالفارسية: بوجی) هي قرية تقع في إيران في قسم سلطانیة الریفي. يقدر عدد سكانها بـ 66 نسمة بحسب إحصاء 2016.